# Campionato Dilettanti Calabria 1957-1958
Il Campionato Nazionale Dilettanti 1957-1958 è stato il V livello del campionato italiano. A carattere regionale, fu il primo campionato dilettantistico con questo nome, e il sesto se si considera che alla Promozione fu cambiato il nome assegnandogli questo.
Il campionato era organizzato su base regionale dalle Leghe Regionali e le vincenti di ogni girone venivano ammesse alla successiva fase regionale che attribuiva il titolo di lega, mentre erano complessivamente trentadue squadre, distribuite fra le regioni secondo lo schema della vecchia Promozione, a contendersi lo Scudetto Dilettanti.
Questi sono i gironi organizzati dalla Lega Regionale Calabra per la regione Calabria.

## Squadre partecipanti
| Squadra                     | Città (provincia)        | Stagione precedente |
| --------------------------- | ------------------------ | ------------------- |
| A.S. Acri                   | Acri (CS)                |                     |
| A.S. Amantea                | Amantea (CS)             |                     |
| U.S. Bagnarese              | Bagnara Calabra (RC)     |                     |
| U.S. Belvedere              | Belvedere Marittimo (CS) |                     |
| U.S. Bovalinese             | Bovalino (RC)            |                     |
| A.C. Emilio Morrone         | Cosenza                  |                     |
| U.S. Eugenio Sicilia-Fiamma | Cosenza                  |                     |
| S.S. Folgore Adamantina     | Diamante (CS)            |                     |
| A.C. Gioiese                | Gioia Tauro (RC)         |                     |
| U.S. Juventina              | Locri (RC)               |                     |
| U.S. Paolana                | Paola (CS)               |                     |
| Pol. Pizzo                  | Pizzo Calabro (CZ)       |                     |
| A.S.C. Rogliano             | Rogliano (CS)            |                     |
| U.S. Rosarno                | Rosarno (RC)             |                     |
| U.S. Soverato               | Soverato (CZ)            |                     |
| U.S. Vibonese               | Vibo Valentia (CZ)       |                     |

## Classifica finale
|  | Pos. | Squadra                | Pt       | G   | V   | N  | P   | GF  | GS  | DR  |
|  | ---- | ---------------------- | -------- | --- | --- | -- | --- | --- | --- | --- |
|  | 1.   | Vibonese               | 42       | 26  | 19  | 4  | 3   | 69  | 19  | +50 |
|  | 2.   | Pizzo                  | 40       | 26  | 17  | 6  | 3   | 51  | 15  | +36 |
|  | 3.   | Juventina              | 38       | 26  | 17  | 4  | 5   | 71  | 22  | +49 |
|  | 4.   | Amantea                | 34       | 26  | 15  | 4  | 7   | 37  | 27  | +10 |
|  | 5.   | Bovalinese             | 32       | 26  | 15  | 2  | 9   | 62  | 36  | +26 |
|  | 6.   | Emilio Morrone         | 31       | 26  | 14  | 3  | 9   | 52  | 40  | +12 |
|  | 7.   | Gioiese                | 24       | 26  | 10  | 4  | 12  | 42  | 51  | -9  |
|  | 8.   | Rosarno                | 23       | 26  | 8   | 7  | 11  | 32  | 32  | 0   |
|  | 9.   | Acri (-1)              | 20       | 26  | 9   | 3  | 14  | 46  | 55  | -9  |
|  | 9.   | Rogliano               | 20       | 26  | 8   | 4  | 14  | 28  | 58  | -30 |
|  | 11.  | Eugenio Sicilia-Fiamma | 19       | 26  | 7   | 5  | 14  | 40  | 60  | -20 |
|  | 12.  | Folgore Adamantina     | 15       | 26  | 5   | 5  | 16  | 21  | 60  | -39 |
|  | 13.  | Paolana                | 14       | 26  | 6   | 2  | 18  | 28  | 64  | -36 |
|  | 14.  | Soverato               | 11       | 26  | 4   | 3  | 19  | 24  | 64  | -40 |
|  | ---  | Belvedere              | Ritirato |     |     |    |     |     |     |     |
|  | ---  | Bagnarese              | Ritirato |     |     |    |     |     |     |     |
|  |      |                        | 363      | 364 | 154 | 56 | 154 | 603 | 603 | 0   |

Legenda:
      Campione calabrese del C.N.D. e ammesso alle finali nazionali.
      Retrocesso in Prima Divisione.
  Escluso dal campionato e dalla classifica stagionale.
Regolamento:
Due punti a vittoria, uno a pareggio, zero a sconfitta.
Pari merito in caso di pari punti.
Note:
Vibonese promossa in Interregionale 1958-1959.
Belvedere e Bagnarese radiate dai ruoli federali FIGC per ritiro dal campionato.

### Libri
- Annuario degli Enti Federali e delle Società 1956-1957, edito dalla FIGC, da cui sono stati tratti i colori e le denominazioni delle società qui esposte.
- Enzo Dicembre, Rocco La Cava, Vincenzo Marzano, Vincenzo Orlando e Franco Vottari, Bovalino - Cent'anni di passione - Ed. Città del Sole.

### Giornali
- Archivio della Gazzetta dello Sport, anni 1957 e 1958, consultabile presso le Biblioteche:
  - Biblioteca Nazionale Braidense di Milano;
  - Biblioteca Nazionale Centrale di Firenze;
  - Biblioteca Nazionale Centrale di Roma;
  - Biblioteca Civica Berio di Genova;
  - e presso Emeroteca del C.O.N.I. di Roma (non è online ma è da consultare in sede).